# Allonyx quadrimaculatus
Allonyx quadrimaculatus är en skalbaggsart som först beskrevs av Johann Gottlieb Schaller 1783.  Allonyx quadrimaculatus ingår i släktet Allonyx, och familjen brokbaggar. Arten förekommer tillfälligt i Sverige, men reproducerar sig inte.